# Tafalla
Tafalla település Spanyolországban, Navarra autonóm közösségben. Tafalla Pueyo, Artajona, Larraga, Berbinzana, Miranda de Arga, Falces, Olite, San Martín de Unx és Leoz községekkel határos. Lakosainak száma 10 778 fő (2024).

## Népesség
A település népessége az elmúlt években az alábbi módon változott:
| Lakosok száma | 10 443 | 10 782 | 11 040 | 11 394 | 11 390 | 10 966 | 10 660 | 10 595 | 10 582 | 10 778 |
|               | 2001   | 2004   | 2006   | 2009   | 2011   | 2014   | 2016   | 2019   | 2021   | 2024   |